# Biel-Benken
Biel-Benken är en ort och kommun i distriktet Arlesheim i kantonen Basel-Landschaft, Schweiz. Kommunen har 3 552 invånare (2023).
Kommunen består av två sammanvuxna ortsdelar, Biel och Benken.